# ドラフト緊急生特番!お母さんありがとう
『速報ドラフト会議 THE運命の1日』（そくほうドラフトかいぎ ザ・うんめいのいちにち）は、TBS系列で2010年から年に1回のペースで10月のゴールデンタイム・プライムタイム（JST）に放送されているプロ野球ドキュメンタリー番組。放送当日の17:00から開催されるプロ野球ドラフト会議と連動した生放送の特別番組で、2010年から2020年までは『ドラフト緊急生特番!お母さんありがとう』（ドラフトきんきゅうなまとくばん おかあさんありがとう）として放送されていた。
単独番組としての放送は2022年で終了したが、2023年以降は『プロ野球ドラフト会議』（会議の生中継番組）の「第2部」（ドキュメンタリーパート）として編成されている。

## 概要
TBS系列で2010年からプロ野球ドラフト会議の生中継を実施したことを機に放送を開始。同会議での指名が予想される選手から数名に焦点を当てたうえで、その選手たちに関する知る人ぞ知るエピソードを、密着取材や再現ドラマを通じて紹介する。
毎年10月のドラフト会議開催日に合わせて編成されるため、2018年までは第4木曜日、2019年のみ第3木曜日に放送されていた。新型コロナウイルスへの感染拡大の影響で日本プロ野球（NPB）レギュラーシーズンの開幕が当初の予定からおよそ3ヶ月延期された2020年には、シーズン終盤の10月26日（月曜日）にドラフト会議が組まれたことに伴って、初めて月曜日に編成された。
なお、TBS系列ではドラフト会議の生中継枠を『Nスタ・第1部』の休止代替枠（2020年の時点では16:50 - 17:50）に設定している関係で、実際には上位（大半は1位）指名の選手しか中継で紹介できない。会議自体は各球団の指名状況によって20時台にまで及ぶことが多いため、当番組では中位以下の指名状況をある程度フォロー。番組で取り上げた選手が指名された場合には、指名された瞬間の当該選手や関係者の様子を映したVTRを流してから、司会者やゲストがスタジオから選手や関係者に祝福のメッセージを送る。ただし、紹介した選手が全員指名されるとは限らない。

### 『ドラフト緊急生特番!お母さんありがとう』（2010 - 2020年）
VTRを放送した後に、当該選手や家族の待つ場所とスタジオを二元（または三元）中継でつないだうえで、選手が家族（主に両親）やお世話になった人々に向けて直筆の手紙を読み上げることが特徴。中継先によっては、TBSまたは系列各局のアナウンサーが、リポーターとして登場していた。ただし実際には、「お母さん」（実母）をドラフト会議の前までに亡くした選手や、複雑な家庭環境の下で育った選手を取り上げることが多かった。
2011年までは全編ローカルセールス枠の『スパモク!!』内で編成されていたため、JNN系列局の一部では放送されなかった。『スパモク!!』が終了した2012年以降は、該当時間帯の放送枠がネットセールス枠に変わったため、TBS系列の全局で放送されている。また、2015年以降は放送枠を年々延長。中居正広が単独でMCを初めて担当した2017年から2019年までは、3時間（19:00 - 22:00）枠で放送されていた。前述した事情で放送曜日を変更した2020年には、2時間（19:00 - 21:00）枠で編成されたことに伴って、紹介する選手の人数も過去最少の3名にとどめている。

### 『速報ドラフト会議 THE運命の1日』（2021年以降）

#### 2021年・2022年
2021年には、ドラフト会議が前年に続いてプロ野球レギュラーシーズンの終盤（10月11日＝月曜日）に開催されたことから、同日の19:00 - 21:00に生放送。『速報ドラフト会議2021 THE運命の1日』というタイトルで、中居が引き続きMCを務める。また、指名候補選手や関係者への取材映像に基づく構成に変更するなど、『お母さんありがとう』から企画を一新。この年には、『お母さんありがとう』時代を上回る人数（10名）の選手を取り上げていた。
2022年には、プロ野球のレギュラーシーズンが2019年以前と同じ期間に設定された。ドラフト会議も日本シリーズの直前（10月第4木曜日＝20日）に開催する体制へ戻ったため、当番組は木曜日での放送を2019年（『お母さんありがとう』時代）以来3年振りに復活。もっとも、放送の時間帯は、前年に続いて19:00 - 21:00の2時間に設定された。この年までは単独番組として放送されていて、番組のタイトルには、放送年の西暦を表す4桁の洋数字を『速報ドラフト会議』と『THE運命の1日』の間に入れていた（2022年の場合は「速報ドラフト会議2022 THE運命の1日」）。

#### 2023年以降
2023年には、TBSテレビがドラフト会議中継と『THE 運命の1日』の放送枠を統合したうえで、放送時間を3時間20分（16:40 - 20:00）に拡大。また、前年まで1巡目の「終了」（指名選手への入団交渉権が全12球団で確定した）時点で放送を終えていた中継を、2巡目の「終了」にまで延長させた。このような変更に伴って、放送上は『THE 運命の1日』にドラフト会議の中継を内包。前年まで中継と当番組の間（17:50 - 19:00）に組み込まれていた『Nスタ』（JNN全国ニュースパートおよび、TBSテレビ以外のJNN加盟局によるローカルニュースへの差し替えに対応した関東ローカルパート）の放送枠を、中継の前（基本として15:49 - 16:40）と後（18:10 - 18:25）に設定していた。
2024年には、ドラフト会議が10月24日（木曜日）に開催されることを受けて、前年（2023年）と同じ構成でこの日の16:40 - 19:54に生放送。当日のテレビ番組表に掲載された当番組の紹介文（全12行）では、各行の頭文字を縦方向につなげたうえで、最終行の先頭から2個目の文字を組み合わせることによって『きみは未来のスーパースター』というメッセージが浮かび上がるようになっていた。TBSテレビでは『Nスタ』の第0部（任意ネット枠）を通常より10分短く15:49 - 16:40に編成していたものの、JNN向けの全国ニュースについては、ドラフト会議の中継を終えた直後（18:10 - 18:15）に『JNN NEWS』（全国の天気予報とセットの単独番組）として挿入していた。

## 出演者

### MC
- 堀尾正明（フリーアナウンサー、2010年 - 2016年） - 当時キャスターを務めていた前座番組の『Nスタ』[7]に続いて登場。2012年までは3時間連続の生出演であった。
- 中居正広（タレント、2012年 - 2024年[8]） - 2012年のみ「スペシャルナビゲーター」という立場で出演[9]。2017年から、単独でMCを担当。

### アシスタントMC（進行）
いずれも出演の時点では、TBSテレビの現職アナウンサー。
- 青木裕子（2010年）
- 小倉弘子（2011年）
- 進藤晶子（2012年 - 2016年）
- 江藤愛[10]（2017年 - 2019年、2021年 - ）
- 日比麻音子[11]（2020年）
- 杉山真也[12]（2021年）

### 「プロ野球ドラフト会議」速報・情報リポーター
2023年から新設されたポストで、TBSテレビのスポーツアナウンサーが担当。
- 小沢光葵（2023年）
- 小笠原亘（2024年）

## 音楽
- 番組中では感謝にまつわる曲が挿入歌として使用されている。
- 『お母さんありがとう』では、CMとエンディングに大橋卓弥（スキマスイッチ）の「ありがとう」を起用していた。

## 放映リスト
| 回数   | 年度   | 放送日   | 放送時間      | ゲスト |
| ------ | ------ | -------- | ------------- | --- |
| 第1回  | 2010年 | 10月28日 | 19:00 - 20:54 | 徳光和夫、清原和博、高畑淳子、三船美佳、はるな愛、岡田圭右（ますだおかだ）                                                                              |
| 第2回  | 2011年 | 10月27日 | 19:00 - 20:54 | 徳光和夫、泉ピン子、古田敦也、大友康平、尾木直樹、市原隼人、はるな愛、渡部建（アンジャッシュ）                                                          |
| 第3回  | 2012年 | 10月25日 | 19:00 - 20:49 | 徳光和夫、泉ピン子、古田敦也、金本知憲、高木美保、渡部建（アンジャッシュ）、大島美幸（森三中）                                                          |
| 第4回  | 2013年 | 10月24日 | 19:00 - 20:54 | 徳光和夫、泉ピン子、古田敦也、北斗晶、はるな愛、渡部建（アンジャッシュ）                                                                                |
| 第5回  | 2014年 | 10月23日 | 19:00 - 20:54 | 徳光和夫、泉ピン子、古田敦也、高木美保、工藤阿須加、渡部建（アンジャッシュ）                                                                            |
| 第6回  | 2015年 | 10月22日 | 19:00 - 21:49 | 松木安太郎、東国原英夫、高畑淳子、古田敦也、山口もえ、土屋太鳳                                                                                          |
| 第7回  | 2016年 | 10月20日 | 19:00 - 21:54 | 徳光和夫、松木安太郎、古田敦也、松本伊代、カンニング竹山、YOU                                                                                           |
| 第8回  | 2017年 | 10月26日 | 19:00 - 22:00 | 松木安太郎、古田敦也、北斗晶、つるの剛士、吉岡里帆 |
| 第9回  | 2018年 | 10月25日 | 19:00 - 22:00 | 松木安太郎、古田敦也、松本伊代、井森美幸、上地雄輔 |
| 第10回 | 2019年 | 10月17日 | 19:00 - 22:00 | 古田敦也、原晋、井森美幸、上地雄輔、小倉優子 |
| 第11回 | 2020年 | 10月26日 | 19:00 - 21:00 | 古田敦也、出川哲朗、松本伊代、高岸宏行（ティモンディ）                                                                                                  |
| 第12回 | 2021年 | 10月11日 | 19:00 - 21:00 | 古田敦也、出川哲朗、上地雄輔、 伊沢拓司、岡田結実、後藤拓実（四千頭身） VTRリポーター：高岸宏行・前田裕太（ティモンディ）、藤田憲右（トータルテンボス） |
| 第13回 | 2022年 | 10月20日 | 19:00 - 21:00 | 古田敦也、斎藤佑樹、田中卓志（アンガールズ）、近藤春菜（ハリセンボン）、髙橋ひかる VTR出演：高岸宏行（ティモンディ）、おいでやす小田                    |
| 第14回 | 2023年 | 10月26日 | 17:40 - 20:00 | 古田敦也、田中卓志（アンガールズ）、渡辺満里奈、岡崎体育、関水渚                                                                                        |
| 第15回 | 2024年 | 10月24日 | 17:40 - 19:54 | 古田敦也、陣内智則、藤本美貴、関水渚 |

## 取材を受けた選手
- 太字は、一・二軍を通じてNPBに加盟している球団で現役の選手（2024年のレギュラーシーズン開始時点）。
- ☆は野球日本代表トップチーム（侍ジャパン）のメンバーに選ばれた経験を持つ選手

| 年度     | 名前                 | 前所属 | 動向 |
| -------- | -------------------- | --- | --- |
| 2010年   | ☆大野雄大            | 佛教大学 | 中日から1位指名を受けて入団                                                                                         |
| 2010年   | ☆秋山翔吾            | 八戸大学 | 西武から3位指名を受けて入団                                                                                         |
| 2010年   | 山﨑福也             | 日大第三高校 | プロ志望届を日本高等学校野球連盟に提出せず、明治大学を経て、2015年にオリックスからドラフト1位指名を受けて入団。     |
| 2010年   | 佐藤貴規             | 仙台育英高校 | ヤクルトから育成3位指名を受けて入団                                                                                 |
| 2011年   | ☆菅野智之            | 東海大学 | 日本ハムから1位指名を受けたが、入団を拒否したうえで、翌2012年に巨人からドラフト1位指名を受けて入団。                |
| 2011年   | 白根尚貴             | 開星高校 | ソフトバンクから4位指名を受けて入団                                                                                 |
| 2011年   | 柴田章吾             | 明治大学 | 巨人から育成3位指名を受けて入団                                                                                     |
| 2011年   | 松井飛雄馬           | 三菱重工広島 | 横浜から7位指名を受けて入団                                                                                         |
| 2012年   | 佐藤勇               | 光南高校 | 西武から5位指名を受けて入団                                                                                         |
| 2012年   | 宮川将               | 大阪体育大学 | 楽天から育成1位指名を受けて入団                                                                                     |
| 2012年   | 相内誠               | 千葉国際高校 | 西武から2位指名を受けて入団                                                                                         |
| 2012年   | 北原郷大             | JX-ENEOS | 指名されず |
| 2013年   | 九里亜蓮             | 亜細亜大学 | 広島から2位指名を受けて入団                                                                                         |
| 2013年   | ☆梅野隆太郎          | 福岡大学 | 阪神から4位指名を受けて入団                                                                                         |
| 2013年   | ☆大瀬良大地          | 九州共立大学 | 広島から1位指名を受けて入団                                                                                         |
| 2013年   | 大田圭利伊           | 菊川南陵高校 | 指名されず |
| 2014年   | 山﨑福也             | 明治大学 | オリックスから1位指名を受けて入団                                                                                   |
| 2014年   | ☆外崎修汰            | 富士大学 | 西武から3位指名を受けて入団                                                                                         |
| 2014年   | ☆薮田和樹            | 亜細亜大学 | 広島から2位指名を受けて入団                                                                                         |
| 2014年   | ☆山﨑康晃            | 亜細亜大学 | DeNAから1位指名を受けて入団                                                                                         |
| 2015年   | 原嵩                 | 専大松戸高校 | ロッテから5位指名を受けて入団                                                                                       |
| 2015年   | ☆オコエ瑠偉          | 関東第一高校 | 楽天から1位指名を受けて入団                                                                                         |
| 2015年   | 熊原健人             | 仙台大学 | DeNAから2位指名を受けて入団                                                                                         |
| 2015年   | 山本武白志           | 九州国際大学付属高校 | DeNAから育成2位指名を受けて入団                                                                                     |
| 2015年   | 日隈ジュリアス       | 高知中央高校 | ヤクルトから4位指名を受けて入団                                                                                     |
| 2015年   | 佐藤世那             | 仙台育英高校 | オリックスから6位指名を受けて入団                                                                                   |
| 2016年   | 柳裕也               | 明治大学 | 中日から1位指名を受けて入団                                                                                         |
| 2016年   | 池田隆英             | 創価大学 | 楽天から2位指名を受けて入団                                                                                         |
| 2016年   | 大江竜聖             | 二松學舍大学附属高校 | 巨人から6位指名を受けて入団                                                                                         |
| 2016年   | 龍谷晃議             | 獨協大学 | 指名されず |
| 2016年   | 古谷優人             | 江陵高校 | ソフトバンクから2位指名を受けて入団                                                                                 |
| 2016年   | 山崎悠生             | 群馬ダイヤモンドペガサス | 指名されず |
| 2017年   | 鍬原拓也             | 中央大学 | 巨人から1位指名を受けて入団                                                                                         |
| 2017年   | 望月涼太             | 九州共立大学 | 指名されず |
| 2017年   | ☆與座海人            | 岐阜経済大学 | 西武から5位指名を受けて入団                                                                                         |
| 2017年   | 稲富宏樹             | 三田松聖高校 | オリックスから育成1位指名を受けて入団                                                                               |
| 2017年   | 田中瑛斗             | 柳ケ浦高校 | 日本ハムから3位指名を受けて入団                                                                                     |
| 2018年   | 中川圭太             | 東洋大学 | オリックスから7位指名を受けて入団                                                                                   |
| 2018年   | 吉田輝星             | 金足農業高校 | 日本ハムから1位指名を受けて入団                                                                                     |
| 2018年   | 平尾奎太             | Honda鈴鹿 | 指名されず |
| 2018年   | 渡邊佳明             | 明治大学 | 楽天から6位指名を受けて入団                                                                                         |
| 2018年   | 田中秀政             | 天理大学 | 指名されず |
| 2019年   | 望月大希             | 創価大学 | 日本ハムから5位指名を受けて入団                                                                                     |
| 2019年   | 武岡龍世             | 八戸学院光星高校 | ヤクルトから6位指名を受けて入団                                                                                     |
| 2019年   | ☆宮城大弥            | 興南高校 | オリックスから1位指名を受けて入団                                                                                   |
| 2019年   | 髙部瑛斗             | 国士舘大学 | ロッテから3位指名を受けて入団                                                                                       |
| 2019年   | 鶴見凌也             | 常磐大高校 | オリックスから育成5位指名を受けて入団                                                                               |
| 2020年   | 五十幡亮汰           | 中央大学 | 日本ハムから2位指名を受けて入団                                                                                     |
| 2020年   | ☆伊藤大海            | 苫小牧駒澤大学 | 日本ハムから1位指名を受けて入団                                                                                     |
| 2020年   | 川瀬堅斗             | 大分商業高校 | オリックスから育成1位指名を受けて入団                                                                               |
| 2021年   | ブライト健太         | 上武大学 | 中日から1位指名を受けて入団                                                                                         |
| 2021年   | 池田来翔             | 国士舘大学 | ロッテから2位指名を受けて入団                                                                                       |
| 2021年   | 廣畑敦也             | 三菱自動車倉敷オーシャンズ | ロッテから3位指名を受けて入団                                                                                       |
| 2021年   | 石森大誠             | 火の国サラマンダーズ | 中日から3位指名を受けて入団                                                                                         |
| 2021年   | 水野達稀             | JR四国 | 日本ハムから3位指名を受けて入団                                                                                     |
| 2021年   | 泰勝利               | 神村学園高校 | 楽天から4位指名を受けて入団                                                                                         |
| 2021年   | 田村俊介             | 愛知工業大学名電高校 | 広島から4位指名を受けて入団                                                                                         |
| 2021年   | 植田拓               | 茨城アストロプラネッツ | 指名されず |
| 2021年   | 柏木寿志             | 神戸三田ブレイバーズ | 指名されず |
| 2021年   | 長谷川稜佑           | 青森大学 | 指名されず |
| 2022年   | 坂本拓己             | 知内高校 | ヤクルトから4位指名を受けて入団                                                                                     |
| 2022年   | 内藤鵬               | 日本航空高校石川 | オリックスから2位指名を受けて入団                                                                                   |
| 2022年   | 浅野翔吾             | 高松商業高校 | 巨人から1位指名を受けて入団                                                                                         |
| 2022年   | 叺田本気             | 栃木ゴールデンブレーブス | 指名されず |
| 2022年   | 田中幹也             | 亜細亜大学 | 中日から6位指名を受けて入団                                                                                         |
| 2022年   | 井澤駿介             | 東京大学 | 指名されず |
| 2022年   | 石黒佑弥             | JR西日本 | この年には指名を受けられなかったため、JR西日本に残留した。翌2023年に、ドラフト会議で阪神からの5位指名を受けて入団。 |
| 2022年   | 上甲凌大             | 愛媛マンダリンパイレーツ | DeNAから育成1位指名を受けて入団                                                                                     |
| 2022年   | ☆門脇誠              | 創価大学 | 巨人から4位指名を受けて入団                                                                                         |
| 2023年   |                      | | |
| 度会隆輝 | ENEOS                | DeNAから1位指名を受けて入団 | |
| 日當直喜 | 東海大学菅生高校     | 楽天から3位指名を受けて入団 | |
| 百﨑蒼生 | 東海大学熊本星翔高校 | 阪神から4位指名を受けて入団 | |
| 村田怜音 | 皇學館大学           | 西武から6位指名を受けて入団 | |
| 稲葉虎大 | シティライト岡山     | 指名されず | |
| 早川太貴 | ウイン北広島         | この年に指名されなかったため、2024年からウエスタン・リーグ限定でNPBに参入したくふうハヤテベンチャーズ静岡にトライアウト経由で入団。 | |
| 2024年   | ☆金丸夢斗            | 関西大学 | 中日から1位で指名                                                                                                   |
| 2024年   | ☆宗山塁              | 明治大学 | 楽天から1位指名を受けて入団                                                                                         |
| 2024年   | 渡部聖弥             | 大阪商業大学 | 西武から2位指名を受けて入団                                                                                         |
| 2024年   | 今朝丸裕喜           | 報徳学園高校 | 阪神から2位指名を受けて入団                                                                                         |
| 2024年   | モイセエフ・ニキータ | 豊川高校 | ヤクルトから2位指名を受けて入団                                                                                     |
| 2024年   | 狩生聖真             | 佐伯鶴城高校 | 西武から3位指名を受けて入団                                                                                         |
| 2024年   | 廣池康志郎           | 東海大学九州キャンパス | ロッテから5位指名を受けて入団                                                                                       |
| 2024年   | 竹下海斗             | 敦賀気比高校 | 広島から育成2位で指名                                                                                               |
| 2024年   | 早川太貴             | くふうハヤテベンチャーズ静岡 | 阪神から育成3位指名を受けて入団。                                                                                   |
| 2024年   | 正林輝大             | 神村学園高等部 | 指名されず |
| 2024年   | 清原正吾             | 慶応大学 | 指名されず |
| 2024年   | 池田悠真             | 紋別高校 | 指名されず |

## 主なスタッフ

### 『ドラフト緊急生特番!お母さんありがとう』（2020年10月26日放送分）
- 構成：塩沢航、高宮新(進)吉、牧田英士
- ナレーター：服部潤、高川裕也、新井田雅樹
- TM：八木真、高岡嵩(崇)靖
- 中継統括：泉井誠（以前は中継技術）
- 技術：鈴木康雄、小山太、愛川颯丈、豊岡優太、平川圭史、吉田悦記、山本竜也、藤井勝彦、高橋昂太郎、加藤由美子、小川義也、吉永雄哉、杉野晶平
- 美術プロデューサー：山口彰（以前は中継美術プロデューサー）
- デザイン：西條実
- 美術制作：立原英生
- 美術：正代俊明、山本晃靖、荒谷奏子、猿山利昭、渡邊卓也、古屋明子
- CG：坂井祥太、前川貢、鄭又庸、八木真一郎、岩屋朝仁、工藤理恵、佐藤洋子
- TK：アン・TIME
- 音効：樋口謙、荒川誠人
- 再現プロデューサー：渡辺良介、八木亜未
- 再現制作：小原亜梨沙、大内隆弘、坂口諒馬、住松拓美、生野美智信、中塚政明、小川武、吉田真矢、小林民雄、牛山範洋、吉近香織、永野あゆみ、波多野弘明
- 再現撮影協力：エム・エンターテイメント、富津漁業協同組合、華飾スタジオ
- 技術協力：ビデオフォーカス、アックスレンタル、ラフ・アット、東通、TBS TEX、ミライカナイ
- 協力：NPB、日本高等学校野球連盟、全日本大学野球連盟ほか
- 制作協力：HBC、ATV、CBC、MBS、OBS、+rkb
- 宣伝：渡辺圭一、生井桂一、小林久幸
- 編成：横山英士（以前は特番枠P）、竹内敦史、高橋秀光
- AD：名古龍太郎、猪狩歩夢、陳鈺婷、中谷将貴、西後仁和、小野汐音、浅間恒喜、豊田美由、横江倫寿、元田愛実、佐藤孝彰、宮嵜仁美、砂古済、石黒七帆、鈴木謙一郎、田中萌菜、廣松巧、山下真奈
- AP：青木恭子
- デスク：竹林桂子、前川夏実
- ディレクター：高橋功二、小宮久幸（小宮→以前は中継チーフディレクター）、井川康弘、橋本直樹、岡村祐哉、島崎圭二、矢口崇、森田誠、柳生雄木、池田篤史、文字哲也、石井淳一、澤本悦郎、野代隆志、西山慶、小倉好夫、松永隼人、西村和大、山田達也、秋山典彦、目加田直毅、平元克二、清水宏幸、宮澤隆平、川井大地、広瀬泰斗、不破遥（平元・清水→以前はFD、広瀬・不破→以前はAD）
- 取材ディレクター：角田一房、水野三久、小濱知彦、加藤孝之、大野慎介
- 協力プロデューサー：内野浩志、榎本陽、八代田俊平、小野敦、坂井厚弘、保坂龍之介（坂井・保坂→以前はディレクター）
- MP：中村哲士、片山譲治（片山→以前は協力P）
- 中継枠演出：溝端清悟（以前はディレクター）
- VTR統括：本橋剛
- 総合演出：乾雅人（以前は演出）、片桐正博（以前はチーフディレクター）
- 総合プロデューサー：甲斐大志郎（以前は中継枠P）
- 制作：TBSテレビスポーツ局中継制作部
- 製作著作：TBS

### 過去のスタッフ
- 構成：藤井誠
- TM：加藤富士
- 特番TD：早川征典（以前はTDと表記）
- カメラ：斉藤美由紀、徳武正裕
- 音声：照屋哲、渡邉学
- 映像：小笠原朋樹
- VE：沖田祐貴、高橋康弘、宮本民雄、佐藤希美
- VTR：浦邉啓、大江剛史、菅野淳悟、長谷川雄祐
- 中継統括：掛田大輔
- 中継技術：森際英喜
- 美術プロデューサー：中西忠司
- 中継美術P：中江大志
- デザイン：中川日向子、鈴木直人、谷佳奈恵、高岸夕葵
- 装置：森田正樹、春日茂夫
- 電飾：清水久敏、吉田晃子、井上大華
- アクリル装飾：原弥生子、安喰誠
- 化粧：蜂須賀佳代、立沢恵子、菱沼佳子、井上千洸、遠藤美香子
- TK：伊藤千春、恩田明子、後藤リカ、上田亜彩子、木村エリカ
- 編集：角埜吉宏、内藤潤一、高田恒人、高穂彰、七條健司
- 音効：江藤純、齋藤文一
- MA：山下諒、三井慎介、井田須美子、園田智明
- CG：松原貴明、高羽和行、村上結花、河村光彦、小泉勝志
- 再現VTR制作
  - 再現プロデューサー：塙太志
  - 再現ディレクター：大内舞子
  - 制作担当：碓井祐介
  - 技術：福田実江子、甲斐匡
  - 編集：斉藤和彦
  - 美術：荒田雅次郎、山谷志穂、田中菜月、中村理子
- デスク：清水玲子、佐々木千代
- 宣伝：筧哲一（以前は協力プロデューサー）、小山陽介
- 編成：菅原興二、佐々木威憲、白石徹太郎、造田雅之、宮崎陽央
- 協力：日刊スポーツ出版社、週刊ベースボール、TOKYO MX、九州朝日放送、毎日新聞社、成美堂出版、IBC、TUF、CBC、RKB、チバテレ 他
- 制作協力：ジャニーズ事務所／RBC
- AP：白井麻里絵
- AD：小平裕貴、黒田明日加、仲井智士、樫村叡人、佐藤大晟、青山雄飛、高岡佑喜奈、丹羽大喜
- FD：藤永光太郎、宇野龍太郎、佐藤大介、高石廉
- ディレクター：山田修、市井暁彦、小西孝典、永椎瞬、今野ロドリゴ俊雄、秋本英登
- 取材ディレクター：矢島文貴、中村健、佐々木嘉伸
- 協力プロデューサー：村口太郎（村口→以前はプロデューサー►総合演出・プロデューサー）、古山徹、岡田浩一、板倉孝一、山端孝博、御法川隼斗、後藤隆二、藤野信樹
- 総合プロデューサー：永島洋二郎（以前はプロデューサー）、宮尾毅（以前は協力プロデューサー）
- 制作統括：原耕造
- 再現監督：久保健志